# Ábrahám Gabi
Ábrahám Gabi, Kovács Gabriella (Budapest, 1981. február 18. –) magyar színésznő.

## Életpályája
Általános iskolai évei alatt balettozott. 1999–2003 között a Tálentum Táncművészeti Szakiskolába járt.
2003–2005 között a Gór Nagy Mária Színitanodában tanult, ahol már kisebb-nagyobb szerepekben és táncszínházi előadásokban szerepelt (Szépek és Balekok, Mirandolina). Eközben játszott a székesfehérvári Vörösmarty Színházban és a Komáromi Jókai Színházban is. 2005-ben felvették a Budapesti Operettszínházba. 2007–2010 között elvégezte az Operett Akadémiát. A Budapesti Operettszínházban tagja a Musical Ensemble együttesnek, emellett szólista szerepekben is játszik.

## Színházi szerepei
A Színházi adattárban regisztrált bemutatóinak száma: 13.
| Darab                     | Szerep            | Színház                                    | Bemutató                                           |
| ------------------------- | ----------------- | ------------------------------------------ | -------------------------------------------------- |
| Szépek és balekok         |                   | Gór Nagy Mária Színitanoda                 | 2003.                                              |
| Mirandolina               | Mirandolina       | Gór Nagy Mária Színitanoda                 | 2003.                                              |
| Bess evangéliuma          | Bess              | Gór Nagy Mária Színitanoda                 | 2003. Lars von Trier Hullámtörés c. filmje alapján |
| Katonadolog               |                   | Székesfehérvári Vörösmarty Színház         | 2003.                                              |
| Popcorn                   |                   | Székesfehérvári Vörösmarty Színház         | 2004.                                              |
| Chicago                   | Pokolravaló Kitty | Székesfehérvári Vörösmarty Színház         | 2004.                                              |
| West Side Story           | Pauline           | Székesfehérvári Vörösmarty Színház         | 2004.                                              |
| Diótörő és Egérkirály     | Laura, Esztelen   | Székesfehérvári Vörösmarty Színház         | 2004.                                              |
| Rudolf                    | Kathrin           | Budapesti Operettszínház                   | 2006.                                              |
| Három a testőr            | második komédiás  | Komáromi Jókai Színház                     | 2006.                                              |
| Abigél                    | Kis Mari          | Budapesti Operettszínház                   | 2007.                                              |
| A Szépség és a Szörnyeteg | Butalány          | Budapesti Operettszínház                   | 2007.                                              |
| Sybill                    | Sybill            | Budapesti Operettszínház, Operett Akadémia | 2008.                                              |
| Jövőre, Veled, Itt!       | További Doris     | Budapesti Operettszínház                   | 2008.                                              |
| Mozart!                   |                   | Budapesti Operettszínház, Operett Akadémia | 2008.                                              |
| Rómeó és Júlia            |                   | Budapesti Operettszínház                   | 2008.                                              |
| Viktória                  | Riquette          | Budapesti Operettszínház, Operett Akadémia | 2009.                                              |
| Bál a Savoyban            | Daisy Parker      | Budapesti Operettszínház                   | 2010.                                              |
| Rebecca                   | Clarisse          | Budapesti Operettszínház                   | 2010.                                              |
| Hair                      |                   | Szegedi Szabadtéri Játékok                 | 2010.                                              |
| Koldusopera               |                   | Budapesti Operettszínház                   | 2010.                                              |
| Bohém Casting             |                   | Budapesti Operettszínház                   | 2012.                                              |

## Családja
Férjének, Mező Péternek előző házasságából két gyermeke van. Közös fiukat 2022-ben fogadták örökbe.

## Díjak
- Lehár Ferenc énekverseny 2. helyezett, szubrett kategória (2010)